# Better Believe
Singles par Belly
Zero Love
(2021) Die for it
(2021)
Singles par The Weeknd
You Right
(2021) Take My Breath
(2021)
Singles par Young Thug
Emotions
(2021) Tick Tock
(2021)
Better Believe est une chanson du rappeur palestino-canadien Belly en trio avec le chanteur canadien The Weeknd et le rappeur américain Young Thug, sortie le 22 juillet 2021 sous les labels XO et Republic Records, apparaissant sur l'album See You Next Wednesday de Belly.

## Clip
Un clip est sorti en même temps que la chanson le 22 juillet 2021. La vidéo est la première de deux parties, et elle comprend des voitures de luxe autopilotées. Belly brûle avec des bâtiments en feu, The Weeknd conduit une McLaren P1, et Young Thug est vu avec un camion-citerne vert gluant.

## Classement
| Pays             | Classement               | Position | Références |
| ---------------- | ------------------------ | -------- | ---------- |
| Canada           | Canadian Hot 100         | 23       | [ 2 ]      |
| États-Unis       | Billboard Hot 100        | 88       | [ 2 ]      |
| États-Unis       | Hot R&B/Hip-Hop Songs    | 31       | [ 2 ]      |
| États-Unis       | Billboard Rhythmic Chart | 33       | [ 2 ]      |
| Nouvelle-Zélande | RMNZ                     | 15       | [ 3 ]      |
| Suède            | Sverigetopplistan        | 7        | [ 4 ]      |
| Suisse           | Schweizer Hitparade      | 99       | [ 5 ]      |